# Eguinaldo
Eguinaldo de Sousa Lemos (ur. 9 sierpnia 2004 w Monção) – brazylijski piłkarz występujący na pozycji skrzydłowego lub napastnika, od 2023 roku zawodnik ukraińskiego Szachtara Donieck.